# Ljunggökbi
Ljunggökbi, Nomada rufipes, är ett bi i släktet gökbin.

## Beskrivning
Arten är 7 till 9 mm lång, har mycket kort behåring och svart grundfärg, med röda ben (hos hanen varierande från orangerött till gult) och röda antennbaser. Röda markeringar finns även på huvudet: Käkar, kinder, framtill på clypeus (munskölden) och överläppen. På mellankropp och bakkropp finns blekgula fält, för bakkroppens del i form av sidofläckar på tergiterna 2 och 3, samt som tvärband på tergiterna 4 till 5 hos honan, 4 till 6 hos hanen.

## Ekologi
Ljunggökbiet är boparasit hos sandbin (Andrena'), framför allt ljungsandbi, men även sommarsandbi, tandsandbi, och  Andrena simillima. En brittisk population på Salisbury Plain har Andrena nitidiuscula som sin värd. Ljunggökbiet förekommer i samma miljöer som sina värdar, främst hedmarker, men även alvarmarker och liknande, hällbaserade biotoper, samt gles skog, företrädesvis tall. Arten flyger till ett stort urval av näringsväxter, av vilka ljungväxter som ljung och korgblommiga växter som stånds kan nämnas. Flygtiden i norra delen av utbredningsområdet är under juli och augusti; längre söderut från slutet av juni till mitten av september.

## Utbredning
Arten förekommer i större delen av Europa samt österut till Sibirien samt i Algeriet i Nordafrika.
I Sverige finns ljunggökbiet i större delen av landet upp till Norrbotten. I Finland har det observerats från sydkusten upp till Kajanaland (på Åland har det dock inte observerats sedan 1950–1960-talen).

## Status
Globalt är arten klassificerad som livskraftig ("LC") av IUCN, men totalt sett minskar populationen. Som främsta anledning anges luftföroreningar, vilka påverkar pollenförekomsten hos värdbinas födoväxter, och i sin förlängning även ljunggökbiet. Även i Sverige och Finland är arten klassificerad som livskraftig.                        